# World Championship Victory Race 1972
World Championship Victory Race 1972 je bila šesta in zadnja neprvenstvena dirka Formule 1 v sezoni 1972. Odvijala se je 22. oktobra 1972 na angleškem dirkališču Brands Hatch.

## Rezultati
Opomba: Dirkalniki Formule 5000 so roza obarvani.

## Kvalifikacije
| Poz | Št | Dirkač               | Konstruktor        | Čas    | Zaostanek |
| --- | -- | -------------------- | ------------------ | ------ | --------- |
| 1   | 1  | Emerson Fittipaldi   | Lotus-Ford         | 1:20,8 | —         |
| 2   | 12 | Ronnie Peterson      | March-Ford         | 1:21,4 | +0,6      |
| 3   | 31 | Brian Redman         | McLaren-Ford       | 1:21,8 | +1,0      |
| 4   | 9  | Mike Hailwood        | Surtees-Ford       | 1:22,4 | +1,6      |
| 5   | 10 | Carlos Pace          | Surtees-Ford       | 1:22,4 | +1,6      |
| 6   | 7  | Jody Scheckter       | McLaren-Ford       | 1:22,4 | +1,6      |
| 7   | 3  | Jean-Pierre Beltoise | BRM                | 1:23,0 | +2,2      |
| 8   | 52 | Graham McRae         | McRae-Chevrolet    | 1:23,2 | +2,4      |
| 9   | 5  | Peter Gethin         | BRM                | 1:23,2 | +2,4      |
| 10  | 23 | John Watson          | March-Ford         | 1:23,6 | +2,8      |
| 11  | 20 | Carlos Reutemann     | Brabham-Ford       | 1:24,0 | +3,2      |
| 12  | 11 | Andrea de Adamich    | Surtees-Ford       | 1:24,0 | +3,2      |
| 13  | 17 | Henri Pescarolo      | March-Ford         | 1:24,2 | +3,4      |
| 14  | 19 | Graham Hill          | Brabham-Ford       | 1:24,2 | +3,4      |
| 15  | 4  | Vern Schuppan        | BRM                | 1:24,2 | +3,4      |
| 16  | 14 | Mike Beuttler        | March-Ford         | 1:24,6 | +3,8      |
| 17  | 60 | John Cannon          | March-Rover        | 1:25,6 | +4,8      |
| 18  | 39 | Gijs van Lennep      | Surtees-Chevrolet  | 1:25,6 | +4,8      |
| 19  | 42 | Alan Rollinson       | Lola-Chevrolet     | 1:25,8 | +5,0      |
| 20  | 16 | Chris Amon           | Politoys-Ford      | 1:26,4 | +5,6      |
| 21  | 44 | Steve Thompson       | Surtees-Chevrolet  | 1:27,0 | +6,2      |
| 22  | 38 | Ray Allen            | McLaren-Chevrolet  | 1:28,8 | +8,0      |
| 23  | 36 | Ian Ashley           | Lola-Chevrolet     | 1:28,8 | +8,0      |
| 24  | 34 | Guy Edwards          | McLaren-Chevrolet  | 1:29,2 | +8,4      |
| 25  | 40 | Tony Lanfranchi      | McLaren-Chevrolet  | 1:29,8 | +9,0      |
| 26  | 65 | Clive Baker          | McLaren-Chevrolet  | 1:30,2 | +9,4      |
| 27  | 51 | David Prophet        | McLaren-Chevrolet  | 1:30,2 | +9,4      |
| 28  | 63 | Teddy Pilette        | McLaren-Chevrolet  | 1:30,4 | +9,6      |
| 29  | 22 | David Purley         | Connew-Ford        | 1:30,8 | +10,0     |
| 30  | 35 | Brett Lunger         | McRae-Chevrolet    | 1:32,0 | +11,2     |
| 31  | 31 | Keith Holland        | Chevron-Chevrolet  | -      | -         |
| 32  | 67 | Roger Williamson     | Kitchmac-Chevrolet | 1:33,8 | +13,0     |

## Dirka
| Poz | Št | Dirkač               | Moštvo                                   | Konstruktor        | Čas/Odstop   | Št. m. |
| --- | -- | -------------------- | ---------------------------------------- | ------------------ | ------------ | ------ |
| 1   | 3  | Jean-Pierre Beltoise | BRM                                      | BRM                | 59:47,8      | 7      |
| 2   | 10 | Carlos Pace          | Team Surtees                             | Surtees-Ford       | + 6,6 s      | 5      |
| 3   | 11 | Andrea de Adamich    | Team Surtees                             | Surtees-Ford       |              | 12     |
| 4   | 4  | Vern Schuppan        | BRM                                      | BRM                | +1 krog      | 15     |
| 5   | 5  | Peter Gethin         | BRM                                      | BRM                | +1 krog      | 9      |
| 6   | 23 | John Watson          | Hexagon of Highgate                      | March-Ford         | +1 krog      | 10     |
| 7   | 31 | Brian Redman         | Bruce McLaren Motor Racing               | McLaren-Ford       | +1 krog      | 3      |
| 8   | 12 | Ronnie Peterson      | March Engineering                        | March-Ford         | +1 krog      | 2      |
| 9   | 9  | Mike Hailwood        | Team Surtees                             | Surtees-Ford       | +2 kroga     | 4      |
| 10  | 20 | Carlos Reutemann     | Motor Racing Developments                | Brabham-Ford       | +2 kroga     | 11     |
| 11  | 31 | Keith Holland        | Keith Holland                            | Chevron-Chevrolet  | +2 kroga     | 31     |
| 12  | 52 | Graham McRae         | Crown Lynn Potteries                     | McRae-Chevrolet    | +3 krogi     | 8      |
| 13  | 36 | Ian Ashley           | WMG Marketing                            | Lola-Chevrolet     | +3 krogi     | 23     |
| 14  | 42 | Alan Rollinson       | Alan McKechnie Racing                    | Lola-Chevrolet     | +3 krogi     | 19     |
| 15  | 14 | Mike Beuttler        | Clarke-Mordaunt-Guthrie-Durlacher Racing | March-Ford         | +3 krogi     | 16     |
| 16  | 60 | John Cannon          | Sid Taylor                               | March-Rover        | +3 krogi     | 17     |
| NC  | 7  | Jody Scheckter       | Bruce McLaren Motor Racing               | McLaren-Ford       | +6 krogov    | 6      |
| Ods | 39 | Gijs van Lennep      | Speed International Racing               | Surtees-Chevrolet  | Pnevmatika   | 18     |
| Ods | 16 | Chris Amon           | Frank Williams Racing Cars               | Politoys-Ford      | Motor        | 20     |
| Ods | 1  | Emerson Fittipaldi   | Team Lotus                               | Lotus-Ford         | Pritisk olja | 1      |
| Ods | 67 | Roger Williamson     | Powrmatic H&V                            | Kitchmac-Chevrolet | Pnevmatika   | 32     |
| Ods | 63 | Teddy Pilette        | Racing Team VDS                          | McLaren-Chevrolet  | Ventil       | 28     |
| Ods | 19 | Graham Hill          | Motor Racing Developments                | Brabham-Ford       | Menjalnik    | 14     |
| Ods | 38 | Ray Allen            | Speed International Racing               | McLaren-Chevrolet  | Ustavljen    | 22     |
| Ods | 65 | Clive Baker          | Clive Baker                              | McLaren-Chevrolet  | Ustavljen    | 26     |
| Ods | 17 | Henri Pescarolo      | Frank Williams Racing Cars               | March-Cosworth     | Krmiljenje   | 13     |
| DNS | 44 | Steve Thompson       | Alan Brodle                              | McLaren-Chevrolet  |              | 21     |
| DNS | 34 | Guy Edwards          | J, T, Butterworth                        | McLaren-Chevrolet  |              | 24     |
| DNS | 40 | Tony Lanfranchi      | Speed International Racing               | McLaren-Chevrolet  |              | 25     |
| DNS | 51 | David Prophet        | David Prophet Racing                     | McLaren-Chevrolet  |              | 27     |
| DNS | 22 | David Purley         | LEC Refrigeration Racing                 | Connew-Ford        |              | 29     |